# NGC 1889
NGC 1889 is een elliptisch sterrenstelsel in het sterrenbeeld Haas. Het hemelobject werd op 29 oktober 1851 ontdekt door de Ierse astronoom William Parsons.

## Synoniemen
- MCG -2-14-14
- Arp 123
- PGC 17196